# Олівський мир
Олівський мир — мирний договір між Річчю Посполитою та Шведською імперією, підписаний 23 квітня (3 травня) 1660 в Олівському монастирі біля Данцига в Бранденбург-Пруссії. Договір підписали імператор Священної Римської імперії Леопольд I, курфюрст Бранденбургу Фрідріх Вільгельм, шведський король Карл XI і польський король Ян II Казимир.
У договорі Ян II Казимир відмовився від своїх претензій на шведський престол, право на який було втрачено його батьком Сигізмундом III в 1599 році. Річ Посполита також формально поступилася Швеції Лівонією і Ригою, які перебували під шведським контролем з 1620-их років. Договір розв'язав конфлікти між Річчю Посполитою і Шведською імперією, які залишалися після війни з Сигізмундом (1598—1599), польсько-шведських воєн (1600—1629) і Північної війни 1655—1660.
Династія Гогенцоллернів отримала підтвердження незалежної влади в Бранденбург-Пруссії; до цього вони володіли територією на правах васалів Речі Посполитої. У разі припинення існування династії герцогство повинно було повернутися у володіння Речі Посполитої. Договір був підписаний завдяки дипломатичній діяльності Крістофа Каспара фон Блюметаля (це була його перша дипломатична місія).
З підписанням Олівського миру та Копенгагенского миру завершилася Північна війна 1655—1660 років. Ці договори позначили вершину могутності Шведської імперії.